# Musée Johan-Vilhelm-Snellman
Le musée Johan-Vilhelm-Snellman (finnois : J. V. Snellmanin kotimuseo)  est une maison-musée située dans le quartier Väinölänniemi de Kuopio en Finlande,.

## Architecture
Le bâtiment est classé parmi les sites culturels construits d'intérêt national en Finlande avec le parc Snellman, la Cathédrale Saint-Nicolas de Kuopio et les quartiers en bois de Kuopio.
Il fait aussi partie du parc national urbain de Kuopio,.

## Exposition
Le musée expose la maison de Johan Vilhelm Snellman avec ses meubles et ses objets. Snellman a vécu dans cette maison pendant ses années à Kuopio (1845-49).
Le bâtiment représente une maison d'habitation d'une famille noble de Kuopio au milieu du XIXe siècle.
Le musée est ouvert le jour de Snellman, le 12 mai et pour les groupes sur rendez-vous tout au long de l'année.